# Олбрайт, Чарльз
Чарльз Фредерик Олбрайт (англ. Charles Frederick Albright; род. 10 августа 1933 года) — американский серийный убийца, орудовавший в Далласе в начале 1990-х годов. В декабре 1991 был осуждён за убийство человека.

## Детство
Чарльз был усыновлён Делл и Фредом Олбрайт из сиротского дома. Его мать работала учительницей, была очень строга и требовательна, но всегда защищала Чарльза. Она ускорила его обучение так, что он окончил школу на два года раньше. Когда Чарльз был подростком, у него появился пистолет, из которого он стал убивать животных. Мать видела в этих поступках увлечение сына к изготовлению чучел, но Чарльз не мог позволить себе приобрести стеклянные глаза, используемые в таксидермии, потому он использовал вместо них пуговицы.
Заниматься криминалом Чарльз стал уже в раннем возрасте. В 13 лет он уже был мелким воришкой и привлекался за нападение с применением физического насилия. В 15-летнем возрасте он окончил среднюю школу и обманным путём поступил в Университет Северного Техаса (англ. North Texas University). В 16 лет полиция задержала его с небольшими деньгами, которые он украл из кассового аппарата; при нём были 2 пистолета и винтовка. Чарльз провёл год в тюрьме. После освобождения Олбрайт учился в Педагогическом Арканзасском колледже (англ. Arkansas State Teacher's College), где выбрал предмедицинское обучение, чтобы в дальнейшем поступить в медицинскую школу. За кражу Чарльза выгнали из колледжа, но до суда дело не дошло. Чарльз не слишком-то и переживал, он просто подделал несколько документов и присвоил себе звание бакалавра и магистра.
Чарльз женился на своей подруге из колледжа, и у них родилась дочь. Его жена, как и мать, была учительницей, а сам Чарльз не мог долго работать в каком-то одном месте. Он продолжает мошенничать, подделывая документы. Наконец, его дела раскрылись, но за это он опять получил лишь условный срок. В 1965 году они с женой разъехались, а официальной развод состоялся только в 1974 году.
Олбрайта снова поймали, когда он пытался украсть деньги из кассы хозяйственного магазина. За это ему дали 2 года тюрьмы. Но не прошло и полугода, как Чарльз снова вышел на свободу, стал заводить друзей и завоёвывать доверие соседей. Он предлагал себя в качестве няни для маленьких детей и даже пытался устроиться на радиостанцию к Арни Стейтсу. В 1981 году, после смерти матери, Чарльз навещал своих друзей, и те заметили, что он домогается к их 9-летней дочери. Они сообщили об этом в полицию, и на Олбрайта завели дело. Чарльз признался в содеянном, но ему опять дали только условный срок. После этого он говорил, что невиновен, а оговорил себя затем, чтобы избежать лишних неприятностей.
В 1985 году Олбрайт, будучи в Арканзасе, встретил женщину по имени Дикси и предложил ей жить вместе. Но их отношения длились, только пока Дикси оплачивала счета Чарльза и всячески его поддерживала. Сам он проводил досуг в компании проституток.

## Жертвы
13 декабря 1990 года 33-летняя проститутка Мэри Лу Пратт была найдена мёртвой в районе Оук Клифф, находящегося по соседству с Далласом. Она лежала лицом вниз, из одежды на ней была только футболка. Мэри была застрелена в затылок из пистолета пулей 44-го калибра. Судмедэксперт обнаружил, что убийца вырезал у жертвы оба глаза, не повредив при этом веки и не оставив никаких следов. Глаза на месте преступления не были обнаружены, из чего следовало, что убийца забрал их с собой.
10 февраля 1991 года проститутка Сьюзан Петерсон была найдена убитой. Как и в случае с Пратт, на ней была только футболка, грудь была обнажена. Убийца выстрелил три раза: в голову, в грудь и в затылок. Как и в случае с Мэри Лу Пратт, у Сьюзан были удалены оба глаза хирургическим путём.
18 марта 1991 года была найдена мёртвой проститутка Ширли Уильямс. Её нашли абсолютно голой, лежащей на боку возле одной из школ. У неё также были вырезаны оба глаза. Кроме этого, её лицо было усеяно ссадинами, нос сломан, а убита она была 2 пулями в голову.

## Арест и суд
Чарльза Олбрайта задержали 22 марта 1991 года и предъявили обвинение в 3 убийствах. Процесс по его делу начался 13 декабря 1991 года. Обвинению было очень сложно доказать вину убийцы, так как он снова мог избежать наказания. Но найденные на месте убийства Ширли Уильямс волосы Олбрайта помогли следствию, и уже 18 декабря Чарльза признали виновным в совершении 1 убийства и приговорили к пожизненному заключению без права освобождения.